# Taresa Tolosa
Taresa Tolosa (ur. 15 czerwca 1998) – etiopski lekkoatleta specjalizujący się w biegach średniodystansowych.
W 2016 zdobył srebrny medal w biegu na 1500 metrów podczas mistrzostw świata do lat 20 w Bydgoszczy.
Złoty medalista mistrzostw Etiopii.
Rekord życiowy w biegu na 1500 metrów: stadion – 3:34,47 (10 czerwca 2017, Hengelo); hala – 3:37,41 (15 lutego 2018, Toruń); bieg na milę – 3:57,92 (7 czerwca 2018, Oslo).

## Osiągnięcia indywidualne
| Rok  | Impreza                     | Miejsce   | Konkurencja         | Pozycja    | Wynik   |
| ---- | --------------------------- | --------- | ------------------- | ---------- | ------- |
| 2016 | Mistrzostwa Afryki          | Durban    | bieg na 1500 metrów | 5. miejsce | 3:42,23 |
| 2016 | Mistrzostwa świata juniorów | Bydgoszcz | bieg na 1500 metrów | 2. miejsce | 3:48,77 |